# Седерманланд (округ)
Округ Седерманланд (швед. Södermanlands län) је округ у Шведској, у источном делу државе. Седиште округа је град Нићепинг, а највећи је град Ешилструна.
Округ је основан 1634. године.

## Положај округа
Округ Седерманланд се налази у источном делу Шведске. Њега окружују:
- са севера: Округ Вестманланд,
- са североистока: Округ Упсала,
- са истока: Округ Стокхолм,
- са југоистока: Балтичко море,
- са југа: Округ Естерготланд,
- са запада: Округ Еребру.

## Природне одлике
Рељеф: У округу Седерманланд преовлађују нижа подручја. Југоисточну половину округа чини равничарско до благо заталасано подручје до 100 метара надморске висине.
Клима: У округу Седерманланд влада Континентална клима.
Воде: Седерманланд је приморски округ у Шведској, јер га Балтичко море запљускује са југоистока. Морска обала је веома разуђена, са много острваца и малих залива. У унутрашњости округа постоји низ ледничких језера, од којих је највеће Меларен, треће по величини у Шведској. Оно чини северну границу округа.

## Историја
Подручје данашњег округа покрива већи, западни средишњи део историјске области Седерманланд.
Данашњи округ основан је 1634. године.

## Становништво
По подацима 2011. године у округу Седерманланд живело је преко 270 хиљада становника. Последњих година број становника расте.
Густина насељености у округу је око 45 становника/км², што је двоструко више од државног просека (23 ст./км²).

## Општине и градови
Округ Седерманланд има 9 општина. Општине су:
| - Вингокер - Гнеста - Ешилструна - Катринехолм - Нићепинг | - Окселесунд - Стренгнес - Троса - Флен |

Градови (тачније „урбана подручја") са више од 10.000 становника:
- Ешилструна - 65.000 становника.
- Нићепинг - 30.000 становника.
- Катринехолм - 22.000 становника.
- Стренгнес - 13.000 становника.
- Окселесунд - 11.000 становника.